# 石川貞政
石川 貞政（いしかわ さだまさ）は、安土桃山時代から江戸時代前期にかけての武将、旗本。

## 生涯
石川光政（杢兵衛）の子として誕生。はじめ、豊臣秀吉に馬廻衆として仕え、2千石を知行する。
慶長2年（1597年）、 従五位下壱岐守に叙任される。
慶長5年（1600年）、徳川家康の会津征伐の際に、貞政は堀田一継や佐々行政と共にこれに従おうと浜松城まで追いかけて行ったので、江戸城に着いた際に殊勝であるとして備前則光の脇差しを褒美に与えられた。石田三成の挙兵により、関ヶ原の役が始まると、妻が京にいたので暇を与えると言われたが、これを拒んで参戦。東軍として赤坂まで進んで家康を迎えた後、本戦では浅野幸長隊に属して戦い、石田三成隊の服部新左衛門を討ち取り、ほか1つ首を挙げて本陣に持ってきた。行政と一、二を争うことになったが、土岐重元の証言により、行政が持ってきた首は柵内に獲ったもので、柵外で獲った貞政が挙げたの方が早いはずだとされ、一番首の功名と認められた。凱旋の後、この功で2千石を加増される。
その後、豊臣秀頼に仕えて大坂城に詰めていたが、慶長19年（1614年）、片桐且元・貞隆と共に内通を疑う讒言を受けて城を追われ、京都に移り住んだ。そこを家康によって召し出されて、白銀五十貫目を授かり、本知安堵の約束を与えられ、旗本となった。
翌年からの大坂の陣では両役で徳川方として徳川秀忠のもとで戦い、寛永2年（1625年）12月、大和国添下郡、摂津国菟原郡、近江国蒲生郡の3郡の内に、5,020石を知行とする旨の朱印状を与えられた。
寛永8年（1631年）、妙心寺塔頭の桂春院の本堂を再建。
承応3年（1654年）に隠居し、桂春と号する。明暦3年（1657年）に死去した。享年83。
また、寛永年間に『寛永諸家系図伝』が編纂されるに及び、姓を石川から石河（いしこ）として、子孫は石河を称している。本貫地美濃国加々島にも土地を有し、貞政、貞利、貞代まで3代は交代寄合として、その後は、若年寄支配寄合となる。子孫は4,250石の大身旗本として存続した。